# Dasyphora huiliensis
Dasyphora huiliensis är en tvåvingeart som beskrevs av Ni 1982. Dasyphora huiliensis ingår i släktet Dasyphora och familjen husflugor. Inga underarter finns listade i Catalogue of Life.